# Lapone
Lapone est un village du département et la commune rurale de Niabouri, situé dans la province de la Sissili et la région du Centre-Ouest au Burkina Faso.

## Géographie

### Démographie
- En 2003 le village comptait 1 675 habitants estimés[2].
- En 2006 le village comptait 1 717 habitants recensés[1].
- En 2012, le village de Linsé a été détaché de celui de Lapone, mais sa population n'a pas été estimée.